# Георгиевка (Запорожская область)
Гео́ргиевка (укр. Георгіївка) — село,
Георгиевский сельский совет,
Приазовский район,
Запорожская область,
Украина.
Код КОАТУУ — 2324582501. Население по переписи 2001 года составляло 446 человек.
Является административным центром Георгиевского сельского совета, в который не входят другие населённые пункты.

## Географическое положение
Село Георгиевка находится на левом берегу реки Акчокрак,
выше по течению на расстоянии в 1,5 км расположено село Девнинское.

## История
- 1863 год — дата основания как село Тююшки.

По переписи 1897 года — 732 чел.

## Экономика
- «Георгиевка», ЧП.

## Объекты социальной сферы
- Школа I ст. Учеников старших классов возят в Девнинское на школьном микроавтобусе.[2]

## Религия
- Храм Рождества Пресвятой Богородицы.